# Кадоган, Чарльз, 1-й граф Кадоган
Чарльз Слоан Кадоган, 1-й граф Кадоган (англ. Charles Sloane Cadogan, 1st Earl Cadogan; 29 сентября 1728 — 3 апреля 1807) — британский пэр и политик.

## Биография
Родился 29 сентября 1728 года в Лондоне. Единственный сын Чарльза Кадогана, 2-го барона Кадогана (1685—1776), и Элизабет Слоан (? — 1768), дочери сэра Ганса Слоана, 1-го баронета (1660—1753) , и Элизабет Лэнгли.
После самоубийства в 1780 году его двоюродного брата, дипломата Ганса Стэнли (1721—1780), сына его тёти по материнской линии Сары Слоан Стэнли и Джорджа Стэнли из Полтонса, он унаследовал половину поместья Слоан, принадлежащую Стэнли.
Чарльз Кадоган получил образование в колледже Магдалины в Оксфорде.
Чарльз Кадоган, пользовавшийся поддержкой своего тестя, лорда Монфора, заседал в Палате общин Великобритании от Кембриджа (1749—1754, 1755—1776). В сентябре 1776 года после смерти своего отца Чарльз Кадоган унаследовал титулы 3-го барона Кадогана из Окли . Он также занимал посты хранителя тайного кошелька принца Эдварда в 1756 году, инспектора королевских садов (1764—1769) и мастера монетного двора (1769—1784).
27 декабря 1800 года Чарльзу Кадогану были пожалованы титулы 1-го графа Кадогана и 1-го виконта Челси в системе Пэрства Великобритании.
В 1774 году Кадоган заключил соглашение о предоставлении ссуды в размере 20 500 фунтов стерлингов сэру Роберту Кокберну, сэру Джорджу Колбруку , Джону Стюарту и Джону Нельсону, чтобы дать возможность этим четырём мужчинам приобрести поместье площадью 320 акров в округе Сент-Джордж, Гренада, вместе с рабами в поместье.
В 1777 году он сдал в аренду 100 акров (0,40 км²) семейного поместья в Челси архитектору Генри Холланду для строительства. Голландия построила Слоан-сквер, Слоун-стрит, Кадоган-плейс и Ганс-плейс.

## Личная жизнь
30 мая 1747 года Чарльз Кадоган женился на достопочтенной Фрэнсис Бромли (? — 25 мая 1768), дочери Генри Бромли, 1-го барона Монфора (1705—1755), и Фрэнсис Уиндем (? — 1768). У супругов родилось шестеро детей:
- Чарльз Генри Слоан Кадоган, 2-й граф Кадоган (29 ноября 1749 — 23 декабря 1832), офицер британской армии, сошедший с ума перед смертью своего отца[9].
- Преподобный достопочтенный Уильям Бромли Кадоган (22 января 1751 — 18 января 1797), с 1782 года женат на Джейн Брэдшоу (? — 1827)[10].
- Достопочтенный Томас Кадоган (7 февраля 1752—1782), морской офицер, погибший в море на борту HMS Glorieux[9]
- Достопочтенный Джордж Кадоган (1 декабря 1754—1780), погиб в Индии, будучи офицером армии Британской Ост-Индской компании[9]
- Достопочтенный Эдвард Кадоган (12 декабря 1758—1779), армейский офицер[9].
- Генри Уильям Кадоган (25 марта 1761 — 4 августа 1774), умерший молодым[9].

10 мая 1777 года он вторично женился на Мэри Черчилль (род. 23 февраля 1758), дочери полковника Чарльза Черчилля (ок. 1720—1812) и леди Мэри Уолпол (дочери бывшего премьер-министра Роберта Уолпола). Дети Чарльза от второго брака до развода в 1796 году:
- Леди Эмили Мэри Кадоган (26 мая 1778 — 22 декабря 1839), в 1802 году вышедшая замуж за Джеральда Валериана Уэлсли (1770—1848), младшего сына Гаррета Уэсли, 1-го графа Морнингтона, и брата Артура Уэлсли, 1-го герцога Веллингтона, и ставшая матерью адмирала Джорджа Уэлсли[9].
- Полковник достопочтенный Генри Кадоган (26 февраля 1780 — 21 июня 1813), погибший в битве при Витории[9].
- Леди Шарлотта Кадоган (11 июня 1781 — 8 июля 1853), в 1803 году вышла замуж за Генри Уэлсли, 1-го барона Коули (1773—1847), сына 1-го графа Морнингтона. После развода в 1810 году она вышла вторично в том же году замуж за Генри Пэджета, 1-го маркиза Англси (1768—1854), старшего сына Генри Пэджета, 1-го графа Аксбриджа[9].
- Джордж Кадоган, 3-й граф Кадоган (5 мая 1783 — 15 сентября 1864), который женился на Луизе Блейк, сестре Джозефа Блейка, 1-го барона Уоллскорта, и пятой дочери Джозефа Блейка из Ардфри[9].
- Леди Луиза Кадоган (1 сентября 1787 — август 1843), в 1840 году вышедшая замуж за преподобного Уильяма Марша (1775—1864)[9].
- Подполковник достопочтенный Эдвард Кадоган (25 сентября 1789 — 14 мая 1851), 1-я жена с 1823 года — Эллен Донован, дочь Лоуренса Донована; 2-я жена с 1849 года — Жанна Мари-Зоэ Дипьеррен. Он умер в Шато Эзак[8][11][12].

78-летний лорд Чарльз Кадоган скончался в Сантон-Даунхэме, Саффолк, 3 апреля 1807 года, а его титулы унаследовал его старший сын от первого брака, Чальз Кадоган, 2-й граф Кадоган.